# Überholz

Ausschnitt aus Karte von 1607, Ü. als „Oberholtz“ am rechten Bildrand, Mitte („Marienholffe“ = Holpe), Alte Eisenstraße

Überholz ist ein Dorf in der Gemeinde Morsbach im Oberbergischen Kreis im südlichen Nordrhein-Westfalen innerhalb des Regierungsbezirks Köln.
Er liegt etwa eine halbe Stunde Busfahrt vom Gemeindemittelpunkt und Verwaltungssitz Morsbach entfernt. Überholz grenzt an den Rhein-Sieg-Kreis (Dorf Kohlberg in der Gemeinde Windeck) und an den Kreis Altenkirchen (Dorf Forst bzw. Weiler Wäldchen in der Verbandsgemeinde Hamm) in Rheinland-Pfalz. Zu unterscheiden sind ein älterer Teil des Dorfes, die „Höll“, und ein jüngerer westlich davon an bzw. nahe der Alten Eisenstraße. Der traditionelle und heute auch offizielle Name der Durchgangsstraße bezeichnet die frühere Funktion als Transportweg für Roheisen(?)produkte aus nahegelegenen Gruben an der Sieg. Sie markiert auf dem Höhenrücken eine Wasserscheide und die Grenze zum Rhein-Sieg-Kreis. Die Alte Eisenstraße verbindet Überholz nach Norden mit der Stadt Waldbröl im Bröltal und nach Süden mit dem angrenzenden rheinland-pfälzischen Raum.
Infrastruktureinrichtungen wie Einzelhandelsgeschäfte, Gaststätten, Postniederlassungen oder ärztliche Praxen gab und gibt es nicht. Bis zu deren Verschwinden aus dem Nachbardorf Kohlberg nutzte man die dort gebotenen Möglichkeiten, seither bietet als nächster Ort das Kirchdorf Holpe sie. Am Straßenkreuz mit den Abzweigungen nach Überholz und in Richtung Holpe bzw. nach Kohlberg und in Richtung Siegtal lag als der einzige Anlaufpunkt öffentlicher Vergnügung auf Kohlberger Seite bis in die 1980er Jahre die Gaststätte und Bäckerei Krämer („Heneschs“, mutmaßlich nach einem Gründer Heinrich Krämer). Zuständiges Schuldorf war Holpe. Einige Schüler aus dem oberen Überholz besuchten mit Ausnahmegenehmigung die für sie günstiger gelegene Schule in Öttershagen in der heutigen Gemeinde Windeck.
Gewerbliche Unternehmen, wie sie vereinzelt in der Zeit des „Wirtschaftswunders“ entstanden, gibt es mit Ausnahme eines kleinen metallverarbeitenden Betriebs inzwischen nicht mehr, oder sie werden in letzter Generation geführt (Holzverarbeitung). Die Bewohner sind in aller Regel Auspendler. Damit folgen sie einer langen Tradition. In weitem Abstand zu dem Höhenrücken auf dessen östlicher Seite Überholz und auf dessen westlicher Seite Kohlberg liegt, ermöglichten einzelne Unternehmen vermehrt seit etwa dem ausgehenden 19. Jahrhundert den Bewohnern neben oder statt der wenig ertragreichen Landwirtschaft industrielle Lohnarbeit.
Weit zurückgeht die Arbeit von Ortsbewohnern im Bergbau
- in der Grube Hohe Grete bei Pracht nahe Hamm (Sieg), die schon um die Wende vom 19. auf das 20. Jahrhundert ihre Tätigkeit einstellte
- in der Grube St. Andreas bei Bitzen nahe Hamm (Sieg), die zu Beginn der 1930er Jahre ihre Tätigkeit einstellte.

Am Ende des 19. Jahrhunderts entstanden
- das Spanplattenwerk des Bremer Unternehmers Krages in Etzbach im Siegtal
- das metallverarbeitende Unternehmen Stahlbau Wilhelm Hermes in Rosbach im Siegtal
- das Kupferröhrenwerk Elmore’s in Schladern im Siegtal (lokal: „Älmores“)
- die zu Beginn des Ersten Weltkriegs als „Militäreffekten-Fabrik“ entstandene spätere Kofferfabrik Barth in Waldbröl[1]
- die Achsenfabrik in Wiehl (nach dem Namen eines der Gründer arbeitet man bis heute „bim Kotz“).

Mit Ausnahme der Achsenfabrik sind diese Unternehmen seit den 1980er Jahren aufgegeben worden.
Nebenerwerbslandwirtschaft, wie sie bis in die 1970er Jahre noch typisch war, wird nicht mehr betrieben.
Buslinien verbinden Überholz mit Waldbröl, Holpe und Rosbach im Siegtal als dem nächstgelegenen Ort mit Bahnhof.
Die eingesessene Bevölkerung ist traditionell reformiert-protestantisch oder gemeinschaftschristlich und auf das Kirchdorf Holpe bzw. das örtliche gemeinschaftschristliche Vereinshaus, in den 1950/60er Jahren Wirkungsstätte des über den regionalen Raum hinaus bekannten Predigers Otto Käsgen, orientiert. Als letzte Ruhestätte werden die Friedhöfe in Öttershagen und Holpe genutzt.
Bis in die 1960er Jahre lebten nur vereinzelt katholische Familien in den Nachbardörfern Überholz und Kohlberg.
Die Bevölkerungsentwicklung ist rückläufig:
1863 68, 1964 162, 1976 195 und 2007 174 Einwohner.

## Geschichte
Der älteste urkundliche Beleg für den Ortsnamen stammt von 1580: „In den Hoenerzetteln werden zwei Feuerstätten 'uf dem Oberhultze zu Reintzhaen' genannt.“ In den „Hoenerzetteln“ waren die abgabepflichtigen Haushalte („Feuerstätten“) der Honnschaft verzeichnet, zu der „Oberhultze“ gehörte.
Eine Karte von Jordan von der Weihe „Eigentliche Discription. Theil des bergischen Ambts Windeck sampt anstossenden Grentzen“ (s. o.) von 1607 nennt „Oberholtz“ in der Nähe der Alten Eisenstraße, oberhalb einer „Zach Eich am Berssieffen“ (= Perseifen) und links von einem mit einem Haus gekennzeichneten Ort namens „Rentzhain“ (= Reinshagen). Die Lage auf der Karte entspricht nicht genau der natürlichen Lage.